# Sterling Knight
Sterling Sandmann Knight (født 5. marts 1989) er en amerikansk skuespiller og sanger. Han har blandt andet været med i filmen 17 Again og tv-serien Sonny With a Chance. Han spillede også hovedrollen som Christopher Wilde i Disney's original movie, StarStruck, der havde premiere på Disney Channel den 28. maj 2010. Han har også været med i Hannah Montana som Lukas der er Lilly's kæreste

## Personlige liv
Sterling Knight blev født den 5. marts 1989 på Hilton Head Island, South Carolina.  Han har en søster, Samantha Scarlett og en bror, Spencer Shuga.  Han nyder golf, snowboarding og guitar.